# The Fable of the Twelve-Cylinder Speed of the Leisure Class
The Fable of the Twelve-Cylinder Speed of the Leisure Class è un cortometraggio muto del 1917 diretto da Richard Foster Baker.
Il soggetto è tratto da una storia dello scrittore George Ade.

## Produzione
Il film fu prodotto dalla Essanay Film Manufacturing Company.

## Distribuzione
Il film - un cortometraggio di una bobina - uscì nelle sale cinematografiche USA il 22 settembre 1917.